# Andrew Strominger
Andrew Eben Strominger (né en 1955) est un physicien théoricien américain. Professeur de physique à l'université Harvard, il est le directeur du Center for the Fundamental Laws of Nature. Il a effectué des recherches dans le domaine de la gravité quantique et la théorie des cordes, dont des travaux sur les variétés de Calabi-Yau, la thermodynamique des trous noirs, ainsi que des changements topologiques dans la théorie des cordes. Il est également l'un des créateurs du modèle CGHS.
Membre de la Society of Fellows (en), Andrew Strominger est le fils de Jack L. Strominger.

## Biographie
Strominger complète ses études de premier cycle à l'université Harvard en 1977. Il fait une maîtrise à l'université de Californie à Berkeley, puis complète un Ph.D. au Massachusetts Institute of Technology en 1982 sous la direction de Roman Jackiw. Après avoir enseigné un temps à l'université de Californie à Santa Barbara, il obtient un poste de professeur à Harvard en 1997.

## Prix et distinctions
En 2008 il reçoit le prix Leonard Eisenbud pour les Mathématiques et la Physique, décerné par l'American Mathematical Society (2008), conjointement avec Hirosi Ooguri et Cumrun Vafa.
Il est également lauréat du Prix Dirac (2014), de la Médaille Oskar Klein (2014), du Prix de physique fondamentale (2014) et du Prix Dannie-Heineman de physique mathématique (2016).